# Hajo Schmidt
Hajo Schmidt (* 1947) ist ein deutscher Philosoph und Friedensforscher.

## Leben
Nach dem Abitur an der Graf-Engelbert-Schule Bochum studierte Schmidt von 1966 bis 1973 Philosophie, Geschichte, Politik und Erziehungswissenschaft an den Universitäten Bochum, Köln und Bonn, wo er 1973 das Magisterexamen ablegte und 1977 mit der Arbeit Politische Theorie und Realgeschichte. Zu Johann Gottlieb Fichtes praktischer Philosophie (1793–1800) promoviert wurde. Als wissenschaftlicher Assistent zunächst im Lehrgebiet Theorie der Erziehung, dann im Lehrgebiet Philosophie, arbeitete er von 1976 bis 1988 an der FernUniversität Hagen. Mit einer Arbeit zu den sozialphilosophischen Grundlagen von Krieg und Frieden wurde er 1988 habilitiert und erlangte die Venia legendi für das Fach Philosophie. 1989 wurde er dort zum Hochschuldozenten und Leiter der Arbeitsstelle „Philosophie und Friedensforschung“ im Fachbereich Erziehungs-, Sozial- und Geisteswissenschaft ernannt. Ebendort wurde er 1994 zum Außerplanmäßigen Professor der Philosophie ernannt. Von 1995 bis 2010 war er wissenschaftlicher Direktor des Instituts für Frieden und Demokratie der FernUniversität Hagen. Ebenfalls ab 1995 leitete er die an der FernUniversität angesiedelte Landesarbeitsgemeinschaft Friedenswissenschaft in NRW (LAG).

## Schriften
- Politische Theorie und Realgeschichte. Zu Johann Gottlieb Fichtes praktischer Philosophie (1793–1800) (= Europäische Hochschulschriften. Band 111). Lang, Frankfurt am Main 1983, ISBN 3-8204-7639-3 (zugleich Dissertation, Universität Bonn 1977).
- Sozialphilosophie des Krieges. Staats- und subjekttheoretische Untersuchungen zu Henri Lefebvre und Georges Bataille. Klartext Verl., Essen 1990, ISBN 3-88474-451-8.
- als Herausgeber: Kultur und Konflikt. Dialog mit Johan Galtung (= Agenda Frieden. Band 40). Agenda-Verl., Münster 2002, ISBN 3-89688-144-2.
- als Herausgeber: Friedensforschung und Weltinnenpolitik im 21. Jahrhundert. Grundlagen – Probleme – Perspektiven. Beiträge eines Symposiums mit und zu Ehren von Johann Galtung in der Evangelischen Akademie Villigst (= Tagungsprotokolle). Institut für Kirche und Gesellschaft, Schwerte 2012, ISBN 978-3-939115-26-7.